# Rabid Death’s Curse
Rabid Death’s Curse – pierwszy album studyjny szwedzkiego zespołu muzycznego Watain. Wydawnictwo ukazało się w 2000 roku nakładem wytwórni muzycznej Drakkar Productions. Nagrania zostały zarejestrowane w Necromorbus Studio w kwietniu 2000 roku.

## Lista utworów
Opracowano na podstawie materiału źródłowego.
| Nr | Tytuł utworu                                    | Długość |
| -- | ----------------------------------------------- | ------- |
| 1. | „The Limb Crucifix”                             | 4:21    |
| 2. | „Rabid Death’s Curse”                           | 5:20    |
| 3. | „On Horns Impaled”                              | 2:35    |
| 4. | „Life Dethroned”                                | 5:45    |
| 5. | „Walls of Life Ruptured”                        | 4:21    |
| 6. | „Agony Fires”                                   | 5:21    |
| 7. | „Angelrape”                                     | 3:39    |
| 8. | „Mortem Sibi Consciscere”                       | 7:02    |
| 9. | „The Essence of Black Purity” (utwór dodatkowy) | 4:24    |
|    |                                                 | 42:48   |